# Santana PS10 Anibal
 (août 2021).
Si vous disposez d'ouvrages ou d'articles de référence ou si vous connaissez des sites web de qualité traitant du thème abordé ici, merci de compléter l'article en donnant les références utiles à sa vérifiabilité et en les liant à la section « Notes et références ».
Le Santana Anibal PS 10 est un véhicule tout terrain du constructeur automobile espagnol Santana Motor produit à partir de 2003 dans l'usine de Linares, dans la province de Jaén en Espagne.

## Historique
Son nom vient du général carthaginois Hannibal Barca qui, selon la tradition, aurait épousé Himilce, fille du Roi, dont les ruines du château appartiennent à la municipalité de Linares.
Ce modèle est une version modernisée du Santana 2500 fabriqué dans les années 1980-1990. Le Santana 2500 était une version actualisée du légendaire Land Rover produit sous licence du constructeur britannique à Linares entre 1961 et 1983, jusqu'à l'expiration de l'accord de licence entre les deux sociétés.
Le Santana Anibal, ainsi nommé sur le marché espagnol ou PS10 sur les marchés à l'exportation car le nom Anibal (Hannibal en anglais) est déposé par le constructeur américain Hummer. 

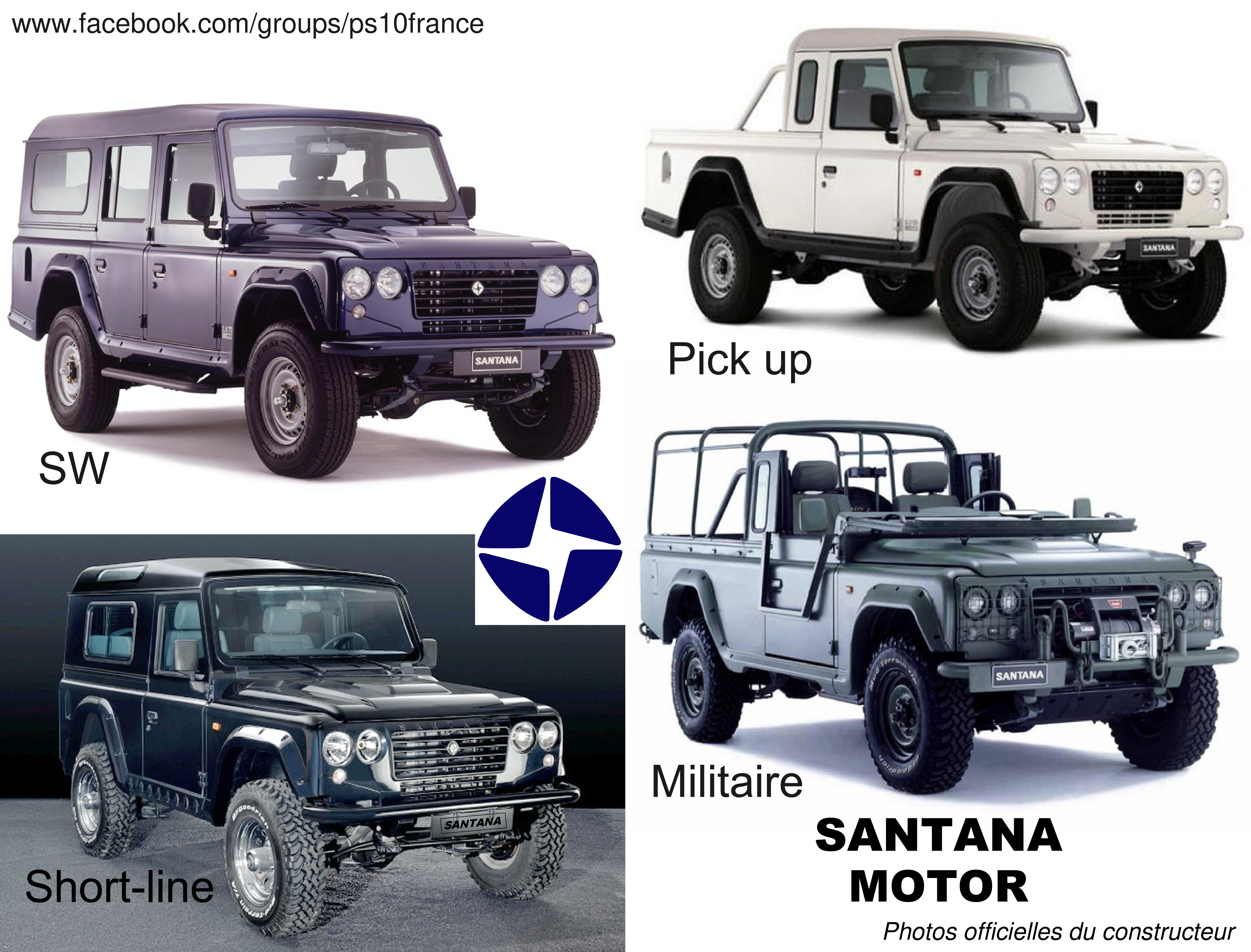
La gamme SANTANA PS10 Anibal

Le Santana PS-10 Anibal est construit sur la base du Land Rover 109 Série III, mais la carrosserie passe de l'aluminium à l'acier (pour des questions de coût de production), et le moteur est remplacé par un Iveco Sofim 2.8L diesel à injection mécanique (Type 1) puis Common-rail (Type 2). 
Il a été présenté la première fois le 23 mai 2002 au Salon de l'Automobile de Madrid dans ses versions 3 ou 5 portes, torpédo ou Pick-up.
Il apporte peu de nouveautés par rapport à ses prédécesseurs tout terrain car ce qui importe c'est la fiabilité et la robustesse plus que l'esthétique. En revanche, des améliorations ont été apportées comme la direction assistée et la climatisation en option, pour répondre à l'évolution de la demande automobile au cours des dernières années. On peut lui reprocher l'absence d'ABS (anti-blocage des freins) et de coussins de sécurité gonflable (« airbags »), même si ce n'est pas indispensable pour une utilisation en terrain accidenté, mais cela est jugé indispensable pour un usage routier. Par contre, le point fort de ce modèle réside dans son nouveau moteur Iveco de 2 800 cm3, à injection directe common rail, un quatre cylindres développant 125 ch. Son rapport qualité/prix est comparable aux véhicules équivalents comme le Land Rover Defender. 
Santana a signé des contrats avec les armées espagnole, française et tchèque, pour leur fournir la version militaire de l'Aníbal/PS10 qui est aussi en cours de test auprès des armées du Royaume-Uni et du Maroc.
L'Aníbal/PS10 a été élu, en juillet 2005, par la revue britannique 4x4 Magazine le meilleur tout terrain léger au monde, dépassant des modèles comme les Land Rover Defender et Discovery ou le Nissan Patrol, entre autres.
À l'occasion du Salon de l'Automobile de Madrid 2006, la société italienne Iveco et Santana ont signé un accord qui prévoit la fabrication par l'entreprise espagnole d'un véhicule 4x4, dérivé de l'Anibal/PS10, revu par Iveco avec une esthétique confiée à ItalDesign. Ce nouveau modèle, baptisé IVECO Massif dans sa version civile et Campagnola dans la version militaire, sera commercialisé par Iveco. La production a commencé en juillet 2007.

## Caractéristiques techniques (Version SW)
Poids
- P.T.C. : 3050 kg
  - Sur l'essieu avant : 1072 kg
  - Sur l'essieu arrière : 2150 kg
- Poids à vide : 2050 kg
  - Sur l'avant : 980 kg
  - Sur l'arrière : 1160 kg
- Charge maxi : 1000 kg
- Poids maxi remorquable :
  - Sans frein auxiliaire : 750 kg
  - Avec frein auxiliaire : 3000 kg
- Nombre de places assises : 5/7

Suspensions
- Ressorts à lames paraboliques sur les deux essieux
- Amortisseurs hydrauliques à double effet

Transmission 4x2 4x4
- Boîte de vitesses : LT85, manuelle à 5 vitesses, Jusqu'à VIN VSFPSW20V00101807
- Boîte de vitesses : ZF-85-31, manuelle à 5 vitesses, Depuis VIN VSFPSW20V00101808
- Boîte de transfert : double réduction
- Possibilité : 4x2 / 4x4

Freins
- À l'avant : Disques ventilés, diamètre 123,8
- À l'arrière : Disques de 129.

Moteur Type 1
- VIN : VSFPSW10V00100001
- Marque : Iveco
- Type : 8140.43C
- Injection : Mécanique
- Nombre de cylindres : 4 en ligne
- Cylindrée : 2 798 cm3
- Puissance maxi : 78 kW / 106 ch
- Couple maxi : ? N m à 1800 tr/min
- Turbocompresseur et intercooler
- Combustible : Diesel
- Boite de vitesse : LT85

Moteur Type 2
- VIN : VSFPSW20V00100009
- Marque : Iveco
- Type : 8140.43P
- Injection : directe common-rail
- Nombre de cylindres : 4 en ligne
- Cylindrée : 2 798 cm3
- Puissance maxi : 92 kW / 126 ch
- Couple maxi : 275 N m à 1800 tr/min
- Turbocompresseur et intercooler
- Combustible : Diesel
- Boite de vitesse : LT85 puis ZF-85-31

Divers
- Pneumatiques : 235/85 R16
- Réservoir de carburant : 100 L
- Direction : Avec assistance hydraulique
- Climatisation : En option

## Communauté francophone Santana PS10
À la suite de la fermeture définitive de Santana Motor en 2011, un groupe privé de passionnés du Santana PS10 Francophone a été créé sur Facebook (Groupe ouvert à tous, pour peu d'accepter les règles de bonne conduite)
C'est un groupe d'échange, non commercial, au sujet de l'entretien et les réparations, tout en partageant de nombreux fichiers originaux du constructeur.
Ce groupe regroupe toute la famille Santana PS10, des origines Land Rover 109 Série III (par Santana) aux IVECO Massif (par Santana).
Il existe également des groupes Hispanophones, Anglophones & Germanophones complémentaires pour les utilisateurs non Francophone.